# محمد بوجندار

محمد بوجندار هو عالم ومؤرخ وشاعر مغربي ولد بالرباط في 1307 هـ. ألف محمد بوجندار كتاب مقدمة الفتح في تاريخ رباط الفتح، وكتاب شالة، آثارها، وكتاب عن قصبة الرباط الأثرية.
نهج محمد بوجندار منهجا مناهضا لما خططته إدارة الحماية. وإذا كان صديقه محمد الجزولي قد عزل من وظيفته بالمحكمة العليا، فإن ما نزل ببوجندار وهو الشخصية الباردة المطلعة على الكثير من الخبايا في الإقامة العامة والمدرسة العليا.
من المؤرخين المغاربة الذين أولوا اهتماما خاصا بالتراث المخطوط في الربع الأول من القرن العشرين، محمد بوجندار قضى سنوات عديدة في الاطلاع والبحث والتنقيب في عدة كتب وفهارس وتواريخ ورسوم وكنانيش وغيرها، وكانت نتائج جهوده المستمرة أن أمكنه جمع المادة العلمية التي اعتمد عليها في الترجمة لما يقارب الثلاثمائة من أعلام الرباط منذ تأسيسها إلى عام 1344 هـ.
وعندما أدركت بوجندار الوفاة في يوم 21 ربيع الثاني عام 1345 هـ، كتب صديقه محمد الجزولي في «ذكريات من ربيع الحياة»: لقد اهتز المغرب لنبإ وفاته وردد صداه من مشرقه إلى مغربه، ولقد رثي أبو جندار من لدن الأدباء والكتاب بالجم الكثير وما رثي أديب في عصرنا بقدر ما رثي.